# Cattedrale di Płock
La cattedrale dell'Assunta (in polacco: Bazylika katedralna Najświętszej NMP Czczonej w Tajemnicy Wniebowzięcia) è la cattedrale cattolica della città di Płock, in Polonia e sede della diocesi di Płock.

## Storia

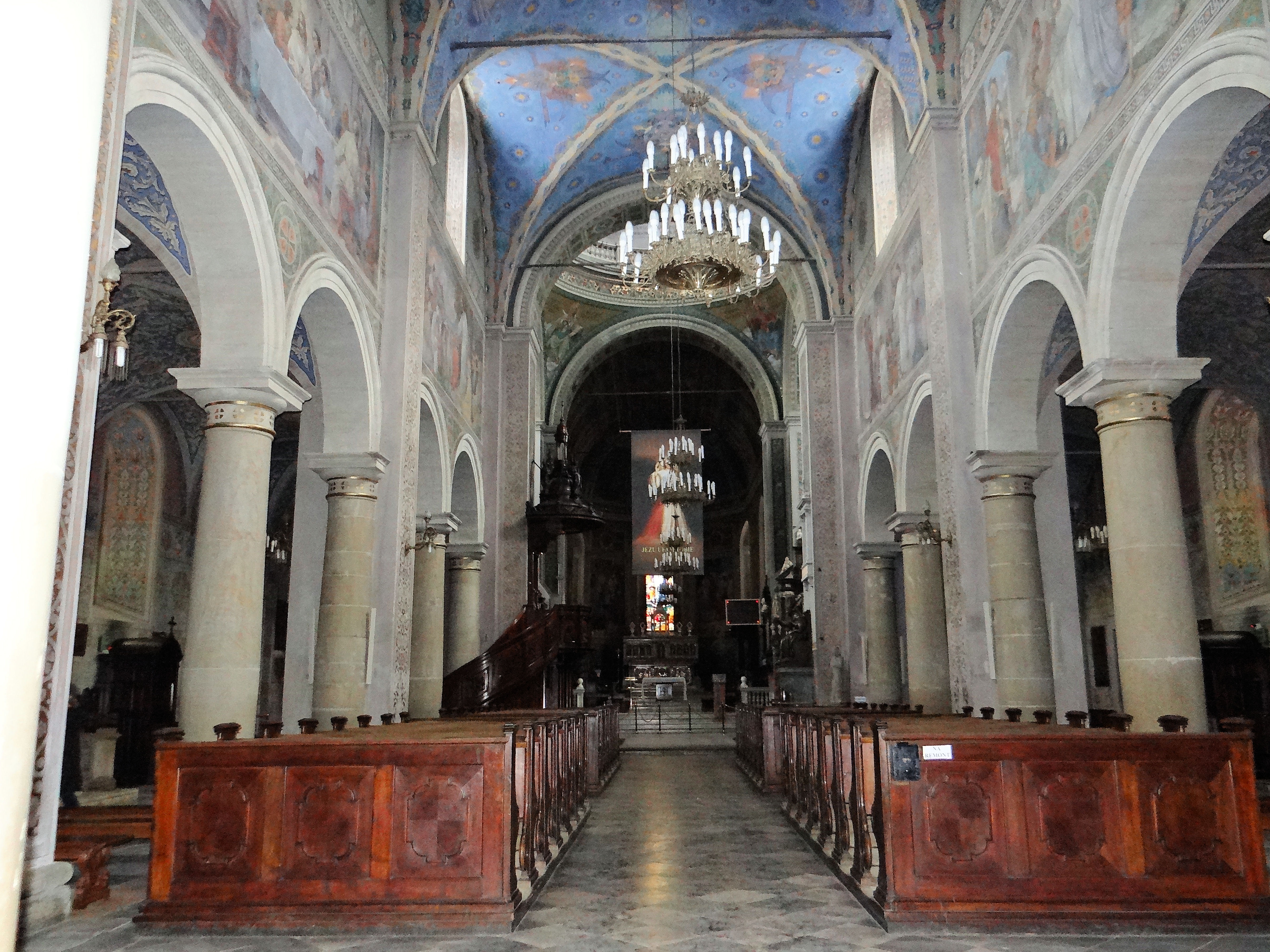
Veduta dell'interno.

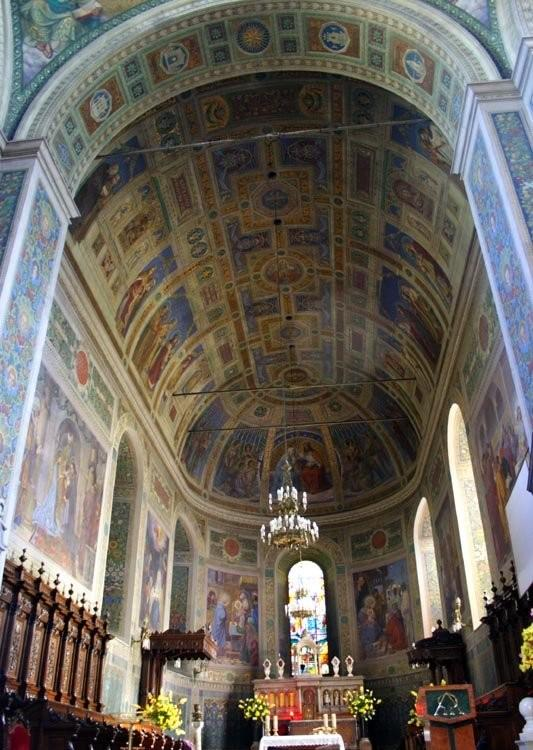
Il presbiterio.

La diocesi di Płock è stata fondata circa nel 1075 ed il primo riferimento preciso alla cattedrale è del 1102, quando vi fu sepolto il duca di Polonia Władysław Herman. L'attuale cattedrale romanica fu costruita dal principe Boleslao III e dal vescovo Aleksander di Malonne, i lavori iniziarono nel 1136 e si conclusero nel 1144, anno della consacrazione della chiesa, intitolata alla Beata Vergine Maria.
A seguito di un grande incendio nel 1530, l'edificio fu ricostruito dal vescovo Andzej Krzycki come una nuova chiesa in stile rinascimentale (1531-1535), sotto la supervisione degli architetti Bernardino de Gianotis da Roma, Giovanni Cini da Siena e Filippo da Fiesole.
L'edificio è stato restaurato nel 1903.